# Melalgus caribeanus
Melalgus caribeanus är en skalbaggsart som först beskrevs av Pierre Lesne 1906.  Melalgus caribeanus ingår i släktet Melalgus och familjen kapuschongbaggar. Inga underarter finns listade i Catalogue of Life.